# Cyprinodon eximius
Cyprinodon eximius es una especie de pez de la familia de los ciprinodóntidos en el orden de los ciprinodontiformes.

## Morfología
Los machos pueden alcanzar los 4,5 cm de longitud total.
Uno de sus "primos" más cercanos, Cyprinodon julimes, habita aguas termales muy cálidas.

## Distribución geográfica
Se encuentran en Norteamérica: México y Estados Unidos.